# Tangga Batu II
Tangga Batu II is een bestuurslaag in het regentschap Toba Samosir van de provincie Noord-Sumatra, Indonesië. Tangga Batu II telt 454 inwoners (volkstelling 2010).